# Kuća Krnajski na Kelebiji
Kuća Krnajski na Kelebiji je spomenik kulture u Vojvodini. Nalazi se na adresi Istvána Kizura 131.
Kuća je sagrađena u 19. stoljeću u ondašnjoj pustari Kelebiji u ulici koja se u ono vrijeme zvala Kernjaski put. Stilski je seoska kuća panonske vrste.